# Демиелинизирующие заболевания
Демиелинизирующие заболевания — любые заболевания нервной системы, при которых повреждается миелиновая оболочка нейронов. Это повреждение нарушает проведение сигналов по пострадавшим нервам. В свою очередь, снижение проводящей способности приводит к нарушениям чувствительности, движений, когнитивных функций и других функций в зависимости от того, какие затронуты нервы.
Демиелинизирующие заболевания могут вызываться генетическими факторами, возбудителями инфекций, аутоиммунными реакциями, а также другими неизвестными факторами. Отравление фосфорорганическими соединениями из состава коммерческих инсектицидов, таких, как препараты для купания овец, гербицидами и препаратами против блох для домашних животных, может привести к демиелинизации нервов. Хронический приём нейролептиков также может вызывать демиелинизацию. Дефицит витамина B12 также может приводить с демиелинизации.
Демиелинизирующие заболевания традиционно делятся на два типа: демиелинизирующие миелинокластические заболевания и демиелинизирующие лейкодистрофические заболевания. В первой группе нормальный и здоровый миелин разрушается под воздействием токсина либо аутоиммунной реакции. Во второй группе миелин ненормален и происходит его дегенерация. Вторая группа названа Позером дисмиелинизирующими заболеваниями.
Имеются доказательства того, что собственная иммунная система организма, как минимум, частично ответственна за развитие наиболее известного демиелинизирующего заболевания, рассеянного склероза. Известно, что клетки приобретённого иммунитета, называемые T-лимфоцитами, присутствуют в очагах поражения. Другие клетки иммунной системы, называемые макрофагами (и, возможно, тучными клетками), также вносят вклад в повреждение.

## Классификация
Демиелинизацию можно разделить на 2 типа:
- миелинопатия — разрушение уже сформированного миелина из-за причин, связанных с биохимическим дефектом строения миелина, как правило, генетически обусловленным (например, болезнь Канавана);
- миелинокластия — разрушение нормально синтезированного миелина под влиянием различных воздействий, как внешних, так и внутренних (например, болезнь Бинсвангера).

Подразделение на эти две группы весьма условно, так как первые клинические проявления миелинопатий могут быть связаны с воздействием различных внешних факторов, а миелинокластии вероятнее всего развиваются у предрасположенных лиц.
Кроме того, демиелинизирующие заболевания можно разделить на те, которые затрагивают центральную нервную систему, и те, которые повреждают периферическую нервную систему.
Нарушения, влияющие на ЦНС, включают в себя:
- рассеянный склероз, болезнь Девика, концентрический склероз Бало, а также другие нарушения с участием иммунной системы, называемые воспалительными демиелинизирующими заболеваниями;
- синдром осмотической демиелинизации;
- миелопатии, например, спинная сухотка;
- лейкоэнцефалопатии, например, ПМЛ;
- лейкодистрофии и др.

Демиелинизирующие заболевания периферической нервной системы включают в себя:
- синдром Гийена — Барре;
- невральная амиотрофия Шарко-Мари-Тута и др.

## Клиническая картина
Клинические картина складывается из нарастающих неврологических симптомов. На ранних этапах, когда некоторые нервные волокна уже поражены, объективные и субъективные симптомы могут не проявляться. Это связано с компенсацией их функций здоровыми клетками.  Для разных демиелинизирующих заболеваний симптомы могут существенно различаться, и  зависят от локализации пораженных областей в центральной или периферической нервной системе. Обычными симптомами считаются:
| Гемипарез        | Клонические судороги           |
| Гипертермия      | Кома                           |
| Головокружение   | Неврит зрительного нерва       |
| Головная боль    | Нарушения координации движений |
| Дизартрия        | Нарушение равновесия           |
| Диплопия         | Парестезии                     |
| Депрессия        | Парапарез                      |
| Нарушения зрения | Энурез                         |

## Диагностика
Диагностика демиелинизирующих заболеваний сложна, должна основываться на всестороннем анализе симптоматики, результатах клинических исследований:
- Магнитно-резонансная томография — метод визуализации мягких тканей, основанный на явлении ядерного магнитного резонанса. Он позволяет выявить очаги воспаления, но является ненадежным, потому что оценивает воспаление по косвенному признаку — изменению концентрации протонов. Которая может быть вызвана другими причинами[13]
- Анализ вызванных потенциалов, регистрируемых с помощью электроэнцефалографии или другими методами электрофизиологической записи.[13]
- Анализ спиномозговой жидкости — позволяет судить о воспалении и иммунологических расстройствах на основании наличия олигоклональных иммуноглобулинов IgG. Кроме того, позволяет выявить инфекционные поражения ЦНС.[13]
- МР-спектроскопия и ЯМР-спектроскопия, для выявления специфических биомаркеров: CHI3L1, CXCL13, МикроРНК miR-223, N-Ацетиласпартата, NEFL и других.[12]
- Электромиография — для диагностики демиелинизирующих заболеваний в периферической нервной системе.

Входящие в эту группу заболевания имеют собственные наборы диагностических критериев, которые позволяют провести дальнейшую дифференциацию и постановку конкретного диагноза.

## У животных
Демиелинизирующие заболевания были найдены во всем мире у различных животных. Это мыши, свиньи, крупный рогатый скот, хомяки, крысы, овцы, сиамские кошки и ряд пород собак (в том числе: Чау-чау, спрингер-спаниель, далматин, самоедов, золотистый ретривер, Бернский зенненхунд, Веймаранер, австралийский шелковистый терьер и другие). Также данное заболевание было обнаружено у северных морских котиков.